# Anisota suprema
Anisota suprema är en fjärilsart som beskrevs av H.Edwards 1884. Anisota suprema ingår i släktet Anisota och familjen påfågelsspinnare. Inga underarter finns listade i Catalogue of Life.